# Halictus cypricus
Halictus cypricus är en biart som beskrevs av Blüthgen 1937. Halictus cypricus ingår i släktet bandbin, och familjen vägbin. Inga underarter finns listade i Catalogue of Life.